# خانواده گودرج
خانواده گودرج (به انگلیسی: Godrej family) خانواده تاجر هندی و از اقلیت پارسیان هند می‌باشند، که مالک گروه گودرج به‌شمار می‌آیند و از طریق این گروه صنعتی، مالکیت شمار زیادی از شرکت‌ها را در صنایع مختلف در اختیار دارند.
گروه گودرج در سال ۱۸۹۷ توسط اردشیر گودرج و با مشارکت برادرش پیروجشا گودرج، در قالب یک شرکت ساخت‌وساز املاک و مستغلات راه‌اندازی شد.
این گروه صنعتی توسط نسل دوم، سوم و چهارم از خانواده گودرج توسعه پیدا کرد و امروزه شرکت‌های تابعه و زیرمجموعه آن در حوزه‌هایی چون؛ تولید و تجارت کالاهای مصرفی، مهندسی صنایع، املاک و مستغلات، لوازم خانگی، کشاورزی، تولید و توزیع مواد غذایی و نوشیدنی، ارائه خدمات فناوری اطلاعات و تولید مواد شیمیایی فعالیت می‌نمایند.
خانواده گودرج هم‌اکنون مالکیت بیش از ۱۰۰ کارخانه تولیدی در ۶۰ کشور جهان را در اختیار دارد. امروزه ادی گودرج بزرگترین عضو خانواده گودرج محسوب می‌شود. وی که از نوادگان پیروجشا گودرج است، هم‌اکنون به‌عنوان رییس هیئت مدیره گروه گودرج فعالیت می‌کند. از اشخاص شناخته شده این خانواده می‌توان به نادر گودرج، جمشید گودرج، سهراب پیروجشا گودرج، پرمشوار گودرج و نیسا گودرج اشاره کرد.